# Yoon Chan-young
Yoon Chan-young (Seul, 25 aprile 2001) è un attore sudcoreano. 
Ha iniziato la sua carriera come attore bambino. È noto soprattutto per il ruolo da protagonista nella serie Netflix del 2022 Non siamo più vivi dove interpreta Lee Cheong-san.

## Filmografia

### Film
- Ippeun geotdeur-i doe-eora (2014)
- Mourning Grave, regia di Oh In-chun (2014)
- Manhole, regia di Shin Jae-young (2014)
- Jung2rado gwaenchanh-a (2017)
- Dangsin-ui butak (2017)
- Saeng-il, regia di Jong-un Lee (2019)
- Eoje ir-eun modu gwaenchanh-a (2019)
- Jeolm-eun-i-ui yangji (2020)

### Televisione
- Namjaga saranghal ttae - serie TV (2013)
- Monstar - serie TV (2013)
- Pluto bimil gyeolsadae - serie TV (2014)
- Gap-dong-i - serie TV (2014)
- Mama - serie TV (2014)
- Hwajeong - serie TV (2015)
- Yungnyong-i nareusya - serie TV (2015)
- Pungseonkkeom - serie TV (2015)
- Bur-eora Mipung-a - serie TV (2016)
- Nangman doctor Kim Sa-bu - serie TV (2016)
- Habaeg-ui sinbu 2017 (하백의 신부?) – serie TV (2017)
- Wang-eun saranghanda - serie TV (2017)
- Uimun-ui ilseung - serie TV (2018)
- Seoreun-ijiman yeor-ilgob-imnida - serie TV (2018)
- 17se-ui jogeon - serie TV (2019)
- Uisa Yohan - serie TV (2019)
- Amudo moreunda - serie TV (2020)
- Brahms-reul joh-ahaseyo? - serie TV (2020)
- Non siamo più vivi - serie TV (2022)
- Boys Flight - serie TV (2022)
- Delivery Man (딜리버리 맨!?) – serie TV (2023)